# 1100

## Починали
- 2 август – Уилям II, крал на Англия